# Johnrehnia intermedia
Johnrehnia intermedia är en kackerlacksart som beskrevs av Roth, L. M. 2000. Johnrehnia intermedia ingår i släktet Johnrehnia och familjen småkackerlackor. Inga underarter finns listade i Catalogue of Life.